# NeuroImage
NeuroImage est une revue scientifique à comité de lecture spécialisée dans le domaine de la neuroimagerie. Ce journal publie à la fois des travaux méthodologiques, théoriques et expérimentaux portant sur ou mettant en œuvre les techniques d'imagerie cérébrale fonctionnelle. Les articles publiés sont organisés en quatre sections : 
- Anatomie et physiologie ;
- Méthodes ;
- Modélisation ;
- Neurosciences des systèmes et neurosciences cognitives.

D'après le Journal Citation Reports, le facteur d'impact de ce journal était de 6,357 en 2014. Actuellement, le directeur de publication est Paul Fletcher.